# Sozialdisziplinierung
Als Sozialdisziplinierung bezeichnete Gerhard Oestreich eine im europäischen Kulturkreis unter äußerem Zwang langfristig herbeigeführte allgemeine Verhaltensänderung der Menschen – im Unterschied zu der Verinnerlichung von Verhaltensnormen, wie sie von Norbert Elias als Prozess der Zivilisation beschrieben und analysiert wurden. Die Konzepte der Sozialdisziplinierung und des Zivilisationsprozesses ergänzen einander und wurden, auch wenn Elias’ Zivilisationsprozess schon früher erschienen war, gleichzeitig seit 1969 in der wissenschaftlichen Debatte wirksam. Sie markieren das Ende der bis dahin vorherrschenden Auffassung von der menschlichen Psyche als einer Konstanten in der Geschichte, die vermeintlich keiner Veränderung unterliege. Während Elias von der Veränderung des „psychischen Haushalts“ durch Verinnerlichung spricht, betont Oestreich vor allem die Veränderung des äußerlich wahrnehmbaren „Habitus“. Dabei gingen die Begründer beider Konzepte davon aus, dass es sich um ungeplante Prozesse handelt.
Als Gerhard Oestreich im Jahr 1969 den Begriff der Sozialdisziplinierung schuf und in den Wissenschaftsdiskurs einführte, benannte er die Policeyordnungen des Spätmittelalters und der Frühen Neuzeit als den Kern des Quellenmaterials zur Erforschung dieses Phänomens. Seit dem Hochmittelalter überschütteten zunächst die städtischen Obrigkeiten, seit dem Beginn des 16. Jahrhunderts auch die fürstlichen Administrationen die Allgemeinheit rundum in Europa förmlich mit Tausenden von Mandaten, Ge- und Verboten, Erlassen, Verordnungen, Vorschriften und Edikten, die sämtliche Bereiche der Gesellschaft sowie das Leben des einzelnen Individuums von der Geburt bis zum Tod bis ins kleinste Detail hinein regelten: Taufe, Hochzeit, Begräbnis, Kleiderordnung, Essen, Trinken, Müllbeseitigung, Münze, Maße, Gewicht, Handel, Handwerk, Bergbau, Manufakturen, Arbeits- und Lohnbedingungen, Kreditaufnahme, Unterhaltung der Landstraßen und Brücken, Warenqualität, Luxusverbote, Bönhasen, Wucher, Vorkauf und vieles andere mehr. Das Max-Planck-Institut für europäische Rechtsgeschichte, Forschungsprojekt: Repertorium der Policeyordnungen, hat in seiner Datenbank für den genannten Zeitraum bisher „über 200.000 Ordnungsgesetze“ erfasst (Stand: Januar 2020) und ein Ende scheint nicht in Sicht.
Die fürstliche Administration, später der Staat mit seinem Gewaltmonopol, überwachten die Befolgung der Policeyordnungen im Sinne der Aufrechterhaltung der inneren Ordnung und setzten sie durch. Dabei bezeichnete der Begriff „Policey“ sowohl die Verordnungen als auch die innere Ordnung selbst. Erst gegen Ende der Neuzeit, nachdem die Sozialdisziplinierung sich von der staatlichen Ebene weitgehend in die Familie und die Erziehung der Kinder verlagerte, änderte sich die Bedeutung: Seit etwa 1870 bezeichnet „Polizei“ denjenigen Zweig der staatlichen Verwaltung, der für die Aufrechterhaltung der öffentlichen Ordnung zuständig ist.
Darüber hinaus führte Oestreich den Begriff „Fundamentaldisziplinierung“ als historiographisches Konzept in die Geschichtsforschung zur Frühen Neuzeit ein, um langfristige Lern- und Transformationsprozesse zu beschreiben. Der Begriff Sozialdisziplinierung oder „Fundamentaldisziplinierung“ wird erweitert angewendet für vergleichbare Prozesse im 19. und 20. Jahrhundert und mündet hierfür in der These, dass die Sozialdisziplinierung in der Frühen Neuzeit eine Bedingung für die „Fundamentaldemokratisierung“ im 19. und 20. Jahrhundert darstelle.
Maßnahmen, für die der Begriff Sozialdisziplinierung zutrifft, gibt es in Europa seit dem Beginn der Staatenbildung im Hochmittelalter. Die Maßnahmen können auch kirchenpolitisch intendiert sein wie z. B. im Zeitalter der Konfessionalisierung bis in das 18. Jahrhundert hinein, in dem die Rekatholisierung protestantischer Territorien angestrebt wurde, so der Historiker Arno Herzig. Sie können auch innerstädtische Disziplinierungsformen beinhalten wie in der Frühen Neuzeit der Lästerstein, der Pranger und andere Schandmale.
Der Begriff der Sozialdisziplinierung wurde u. a. von Heinrich Richard Schmidt kritisiert, weil er die rein etatistische Sicht auf die Konfessionalisierung unterstütze. Er meint, dass es auch eine Konfessionalisierung „von unten“ gibt. Die Rolle der kirchlichen Gemeinden ist seiner Meinung nach eine bedeutendere bei der Modernisierung der Gesellschaft als bisher angenommen. Allerdings sah Schmidt an dem Hinweis Oestreichs vorbei, dass die staatlichen Aufgaben der Frühmoderne „nur durch die Verbindung des werdenden Staates mit den frühkapitalistischen Kräften bewältigt werden konnten.“ Die massenhaft erlassenen Policeyordnungen, die alle Bereiche von Gesellschaft und Wirtschaft regelten, bewirkten, dass sich die „Erziehung zu Arbeitsamkeit und Fleiß“ auf Dauer, so Gerhard Oestreich, im Laufe der Frühen Neuzeit „zur Erziehung zu sauber geordneter Arbeit weitete“. Die sozialen und ökonomischen Folgen dieses Prozesses erfassten alle Bereiche der Gesellschaft.
Die Sozialdisziplinierung wurde bislang fast ausschließlich im Kontext der europäischen (und besonders der deutschen) Geschichte untersucht. Ein Versuch, das Konzept in der außereuropäischen Geschichte anzubringen, findet sich bei Stefan Winter, der die Sozialdisziplinierung von Nomadenstämmen beschreibt.